# Anthony Uruburu
Anthony Uruburu ist der Name eines Spieleautors, der als Urheber der deutschen Version des als Spiel des Jahres 1985 ausgezeichneten Spiels Sherlock Holmes Criminal-Cabinet benannt wird. Es ist unbekannt, ob diese Person tatsächlich existiert oder ein Pseudonym darstellt, das vom Verlag Franckh-Kosmos erfunden wurde.

## Hintergrund
Das Spiel Sherlock Holmes Criminal-Cabinet erschien ursprünglich 1981/82 in den Vereinigten Staaten bei Sleuth Publications unter dem Titel Sherlock Holmes Consulting Detective und wurde von den Spieleautoren Gary Grady, Raymond Edwards und Suzanne Goldberg entwickelt. 1984 erschien die erste deutsche Auflage bei dem Verlag Franckh-Kosmos in einer Übersetzung und Anpassung von Leonore Puschert, der als Autor des Spiels Anthony Uruburu angab. Anthony Uruburu ist allerdings zugleich der Name einer Person, die im Spiel im „Fall 5: Der Fluch der Mumie“ auftaucht.
Nach Verlagsangaben soll „tatsächlich jemand unter diesem Namen im Verlag zum Vertragsschluss erschienen sein, ohne sich allerdings zur Preisverleihung noch einmal zu materialisieren.“ Weitere Spiele oder Bücher von Anthony Uruburu sind nicht bekannt. 

## Belege
1. ↑  Jochen Corts: Vor 25 Jahren - Spiel des Jahres 1985: SHERLOCK HOLMES CRIMINAL-CABINET von Anthony Uruburu. Website des Vereins Spiel des Jahres e.V., Januar 2010; abgerufen am 27. Januar 2017.